# Saint-Michel-sur-Meurthe
 Saint-Michel-sur-Meurthe  es una población y comuna francesa, en la región de Lorena, departamento de Vosgos, en el distrito de Saint-Dié-des-Vosges y cantón de Saint-Dié-des-Vosges-Ouest.

## Demografía
| 1250 | 1307 | 1420 | 1567 | 1797 | 1951 |
| Para los censos de 1962 a 1999 la población legal corresponde a la población sin duplicidades (Fuente: INSEE [Consultar]) |      |      |      |      |      |